# Thelma Cazalet-Keir
Thelma Cazalet-Keir CBE (née Cazalet ; 28 mai 1899 - 13 janvier 1989) est une féministe britannique et une femme politique du Parti conservateur.

## Jeunesse
Thelma Cazalet est née à Londres, troisième enfant - de quatre - et fille unique de William Marshall Cazalet (1865–1932) et de Maud Lucia, née Heron-Maxwell (décédée en 1952). Son père est un riche mondain et, dans son enfance, elle rencontre de nombreuses personnalités de l'époque, notamment Rudyard Kipling, Sylvia Pankhurst et Beatrice Potter Webb. Sa mère est une scientifique chrétienne féministe et exerce une forte influence sur sa fille. Son frère aîné, Edward, est tué dans la Grande Guerre, servant comme officier dans les gardes gallois nouvellement formés, à Fricourt en 1916; le frère du milieu, Victor, reçoit la Croix militaire ; le plus jeune, Peter, est encore un écolier.
Cazalet est éduquée à la maison par des gouvernantes et assiste ensuite à des conférences à la London School of Economics. Elle est une amie proche de Megan Lloyd George, la fille du Premier ministre David Lloyd George et plus tard, une députée elle - même.

## Carrière politique
Cazalet entre en politique locale dans le Kent, où la famille a sa maison de campagne, Fairlawne, à Shipbourne. Puis, en 1924, elle est élue au London County Council, reste conseillère pendant sept ans, jusqu'à ce qu'elle devienne alderman en 1931.
En 1931, elle se présente au Parlement à l'élection partielle d'Islington Est, terminant troisième dans un scrutin à quatre. Elle est bientôt de retour dans la circonscription d'Islington Est se présentant aux élections générales en octobre de la même année, lorsqu'elle remporte le siège des conservateurs sur la gagnante de l'élection partielle, Leah Manning du Parti travailliste. Elle occupe ensuite le siège jusqu'à sa défaite aux élections générales de 1945, lorsque le siège revient au candidat travailliste, Eric Fletcher.
Aux Communes, elle rejoint son frère Victor, le député de Chippenham, dans le Wiltshire. Au déclenchement de la Seconde Guerre mondiale, son frère - conservant son siège "pour la durée" retourne au service militaire, mais cette fois, il est tué à Gibraltar en 1943.
Le plus jeune frère de Thelma, Peter, sert également dans cette guerre. Il combat en Normandie en 1944, en tant qu'officier de la Garde, atteignant le grade de major. Il se fait un nom dans le monde des courses de chevaux, d'abord en tant que cavalier amateur, remportant presque le Grand National, puis en tant qu'entraîneur. Après la guerre, le major Peter Cazalet (en) reprend sa carrière d'entraîneur et devient l'entraîneur de Sa Majesté la reine Elizabeth la reine mère. Tout comme Cazalet a été contrarié en remportant le Grand National en tant que jockey, il s'est vu refuser la victoire en tant qu'entraîneur, lorsque Devon Loch, monté par Dick Francis, est tombé à 50 mètres du poteau vainqueur, au Grand National 1956.

## Fin de carrière
En août 1939, elle épouse David Edwin Keir, correspondant parlementaire. En partie pour des raisons féministes mais en partie pour la reconnaissance politique pratique du nom, elle est maintenant connue sous le nom de Mrs. Cazalet-Keir. Ils n'ont pas d'enfants.
Son amendement au projet de loi sur l'éducation, exigeant un salaire égal pour les enseignantes, est adopté par un vote le 28 mars 1944. Churchill fait de l'amendement une question de confiance et assiste en personne à la séance pour assurer sa défaite le 30 mars. Ce fut l'un des événements qui fit paraître Churchill et les conservateurs réactionnaires, contribuant à leur défaite électorale en 1945 .
En dehors du parlement, Cazalet-Keir est membre du Conseil des Arts et, plus tard, gouverneur de la BBC. En reconnaissance de ses services, elle est nommée Commandeur de l'Ordre de l'Empire britannique en 1952. Cazalet-Keir est une féministe passionnée et soutient la Fawcett Society, devenant présidente de l'organisation en 1964. Elle est également membre  de la Women's Engineering Society, qui collabore avec elle dans sa campagne pour l'égalité salariale. En 1967, elle écrit son autobiographie. Pendant de nombreuses années, elle vit dans le Kent, à Raspit Hill, non loin de sa maison d'enfance, mais lorsqu'elle devient veuve, en 1969, elle vend la maison et ses 75 acres à Malcolm MacDonald, et déménage dans son appartement londonien à Belgravia. Elle est décédée en 1989 à Eaton Square à 89 ans.